# Fleckenbühl (Adelsgeschlecht)

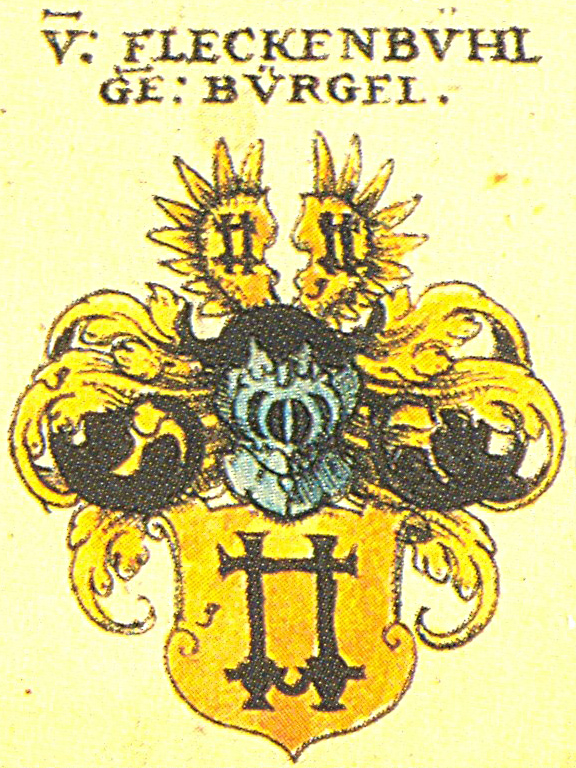
Wappen aus Siebmachers Wappenbuch (1605)

Die Fleckenbühl genannt Bürgel waren ein Geschlecht aus dem oberhessischen Uradel, dessen ursprünglicher Name Brundel (auch Brundel von Marburg oder vereinzelt nur von Marburg) war. Die Bürgel nannten sich nach dem Ort Bürgeln, wo sie Besitz und Lehen hatten, und ihrem Erbhof Fleckenbühl in der Nähe von Cölbe. Die Familie war bis zu ihrem Aussterben im Mannesstamm 1796 Mitglied der Althessischen Ritterschaft.

## Geschichte

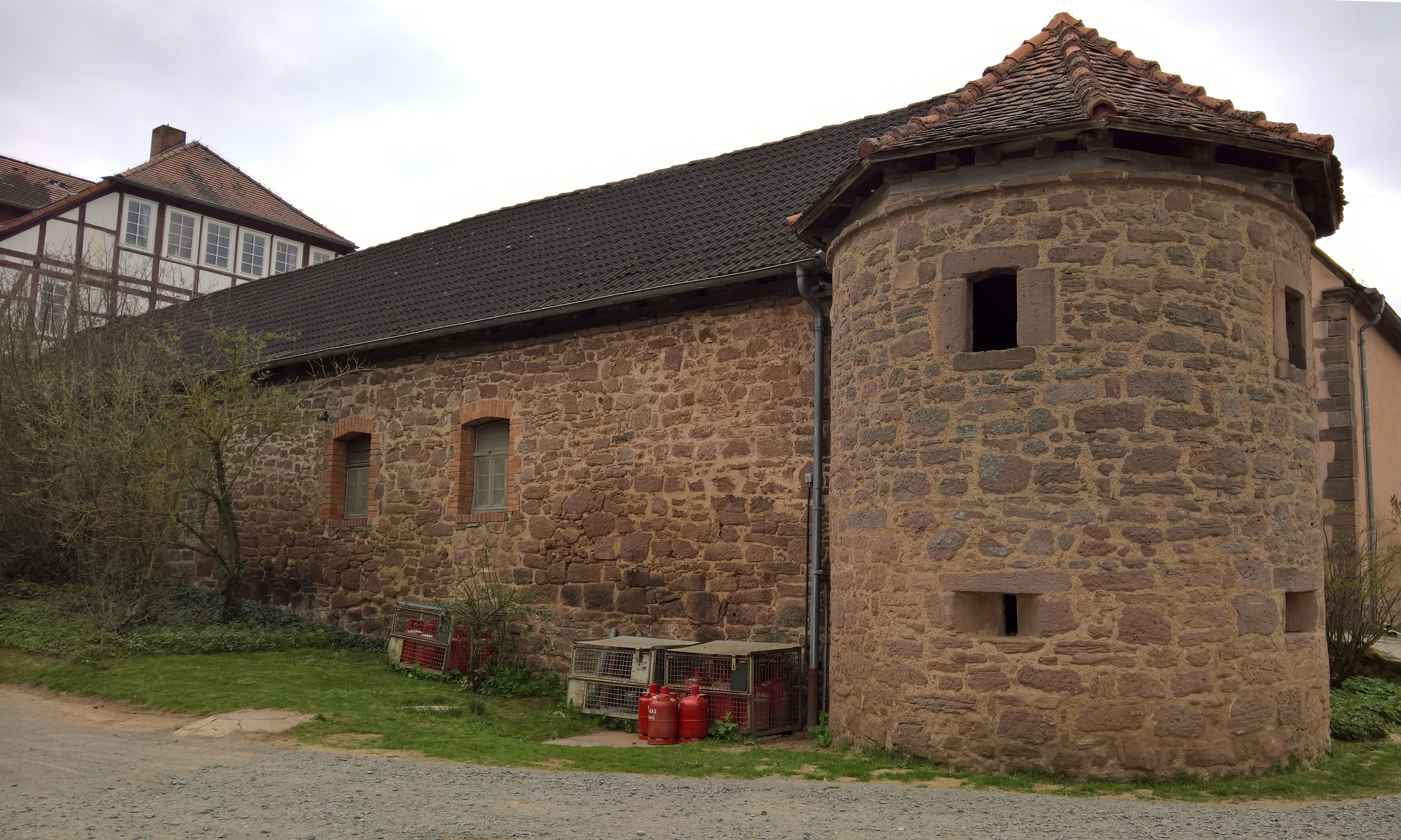
Hof Fleckenbühl bei Cölbe

Die Ahnenreihe der Familie lässt sich zurückverfolgen bis zu Andreas Brundel von Marburg und dessen Vater Ruppert, welcher hohes Ansehen genoss und in vielen Urkunden, besonders im Raum Rosenthal, als Zeuge aufgeführt ist, so. z. B. 1211, 1214 und 1216. Dieser Rupert (Rupertus) Brundel war Mitglied des Hofes des Landgrafen von Thüringen (1215). Sein Sohn, der Ritter Andreas Brundel von Marburg wird ab 1236 als Burgmann in Marburg und ab 1243 als Inhaber der Vogtei Bürgeln erwähnt. 1244 gab das reichsunmittelbare Stift Wetzlar dem Ritter Andreas von Marburg das officium villicacionis in Cölbe auf. Der Ritter Andreas Brundel war 1250 Burggraf zu Marburg. Er verstarb nach 1269. Sein Sohn, Ritter Konrad Brundel von Marburg, der 1292–1296 urkundete und 1315 starb, gilt als Erbauer des Erbhofes Fleckenbühl. Schon dessen Sohn Andreas, der Burgmann in Bürgeln, Fleckenbühl, Amöneburg und auf der Burg Mellnau war, führte Mitte des 14. Jahrhunderts ausschließlich den Namen von Fleckenbühl genannt Bürgel.

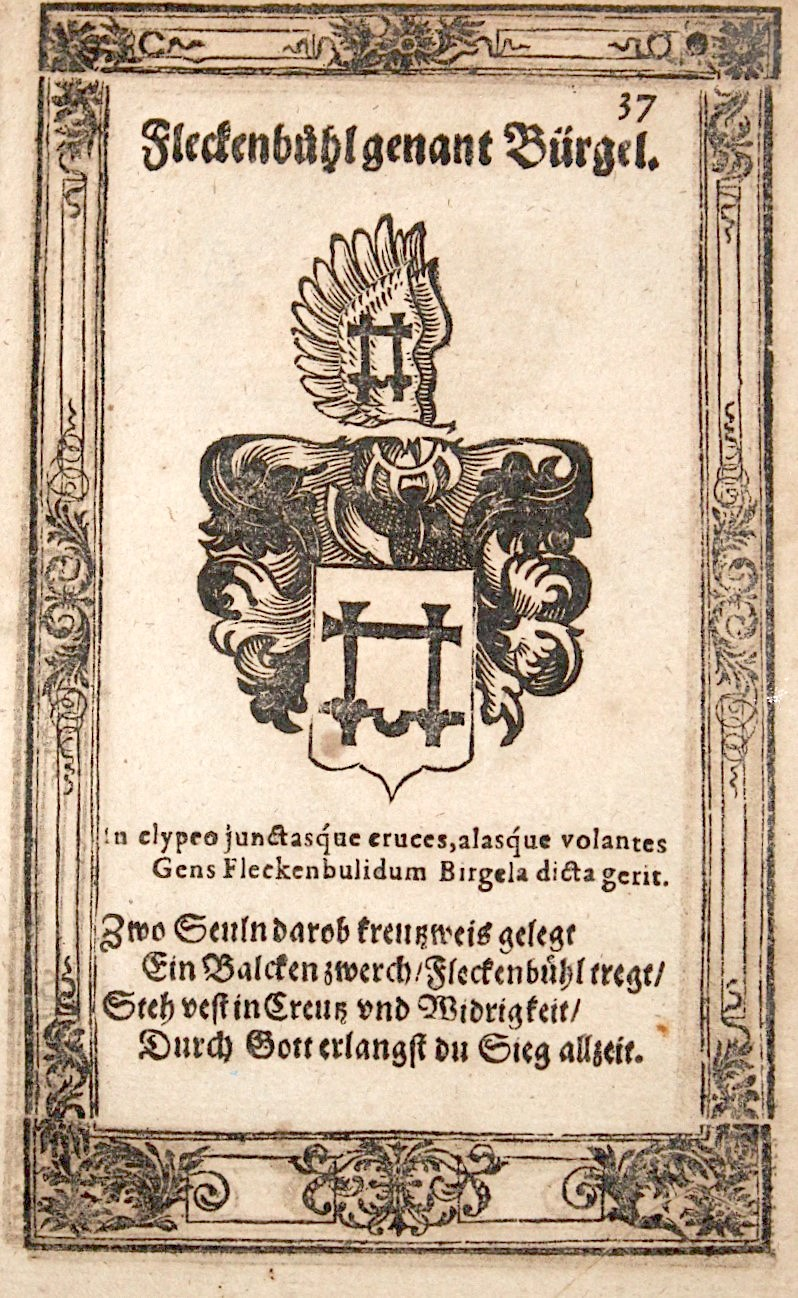
Wappen aus Hessischem Wappenbuch (1625)

Einige Generationen später fiel das Erbe an Groppe von Fleckenbühl genannt Bürgel, der 1495 als Hofmeister des Landgrafen Wilhelm III. in Marburg genannt wird. Nach Groppes Tod 1515 erbte dessen Tochter Margarethe den Hof Fleckenbühl, der durch diesen Erbgang zunächst an die Herren von Hatzfeld und später an das Adelsgeschlecht Scholley überging. Der Sohn Groppes, Andreas von Fleckenbühl genannt Bürgeln, erbte das Gericht und die Burg in Bürgeln. Zwischen dessen Nachkommen, besonders den Brüdern Philipp Wilhelm und Peter Heinrich im 17. Jahrhundert wurden zum Teil heftige Erbstreitigkeiten ausgetragen, die das Vermögen und den Besitz des gesamten Adelsgeschlechtes erheblich verringerten. Als der hessische Staatsminister und Assessor am Reichskammergericht Johann Philipp Franz von Fleckenbühl genannt Bürgel am 12. Juni 1796 ohne männliche Nachkommen starb, erlosch der Name des Adelsgeschlechts in seiner Stammlinie.
Agnes von Fleckenbühl genannt Bürgel, verstorben 1541, war mit Ruprecht von Merlau, 1563 verstorbenem Burgmann zu Grünberg, verheiratet. Der gemeinsame Sohn war Hermann von Merlau, der Büdinger Stadtamtmann wurde. Er starb 1573 und seine wappengeschmückte Grabplatte ist heute in Büdingen-Großendorf noch erhalten. Darunter ist das Wappen mütterlicherseits, derer von Fleckenbühl genannt Bürgel mit dem stilisierten Joch, dargestellt.
Auf dem Hofgut Fleckenbühl lebt heute eine Lebensgemeinschaft, die sich die Fleckenbühler nennt.

## Wappen

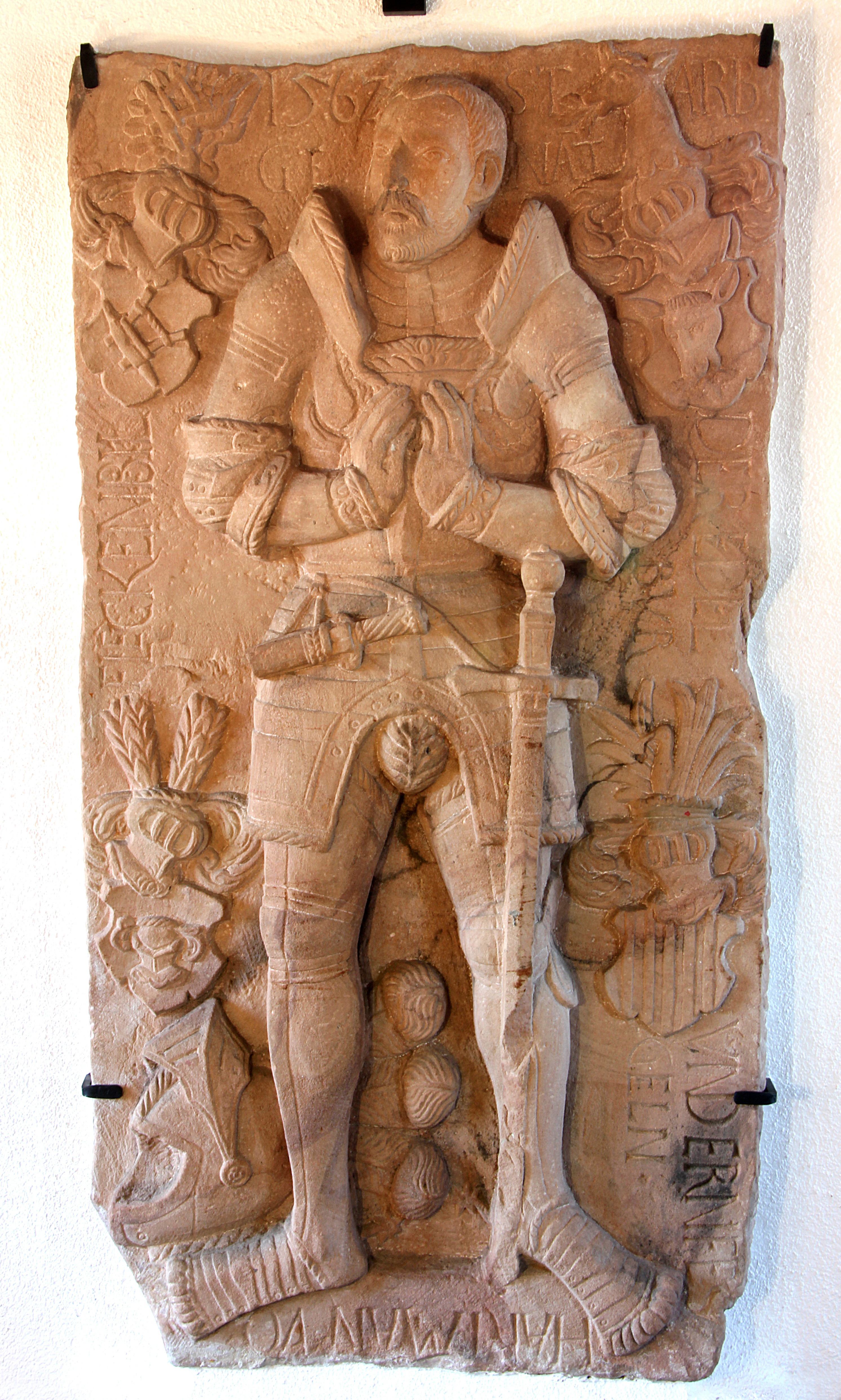
Epitaph in der Alten Kirche Bürgeln: 1562 STARB DER EDEL VND ERNFEST HARTMAN VON FLECKENBIL GENA[N]T BVRGELN, heraldisch rechts oben: Fleckenbühl'sches Wappen mit dem Nackenjoch, das heute in abgewandelten Farben offizielles Wappen von Bürgeln ist

Stammwappen und Wappen der Nachkommen des Peter Heinrich von Fleckenbühl genannt Bürgel: In Gold ein schwarzer Gegenstand aus vier jeweils überstehenden Stangen, die untere mit einer halbrunden Ausbuchtung nach unten, insgesamt von unsicherer Benennung, den schon Johann Siebmacher in den Wappenbeschreibungen der ersten Ausgabe des ersten Bandes 1605, Tafel und Tafelbeschreibung 138, nicht mehr identifizieren kann und nur als „das darinn“ bezeichnet. Wappenbeschreibungen sprechen von einem Nackenjoch für Großzugtiere, völlig in Schwarz; das Kleinod ein offener Flug in Gold, beide Flügel mit dem Wappenbild in Schwarz belegt.
Wappen der Nachkommen des Philipp Wilhelm von Fleckenbühl genannt Bürgel, des Bruders von Peter Heinrich: In Silber derselbe schwarze Gegenstand unsicherer Benennung, im Barock eher wie eine vordere Wagendeichsel gestaltet, das Kleinod ein silberner geschlossener Flug, mit dem schwarzen Wappenbild belegt.